# Papestra impolita
Papestra impolita är en fjärilsart som beskrevs av Morrison 1874. Papestra impolita ingår i släktet Papestra och familjen nattflyn. Inga underarter finns listade i Catalogue of Life.